# Peloid

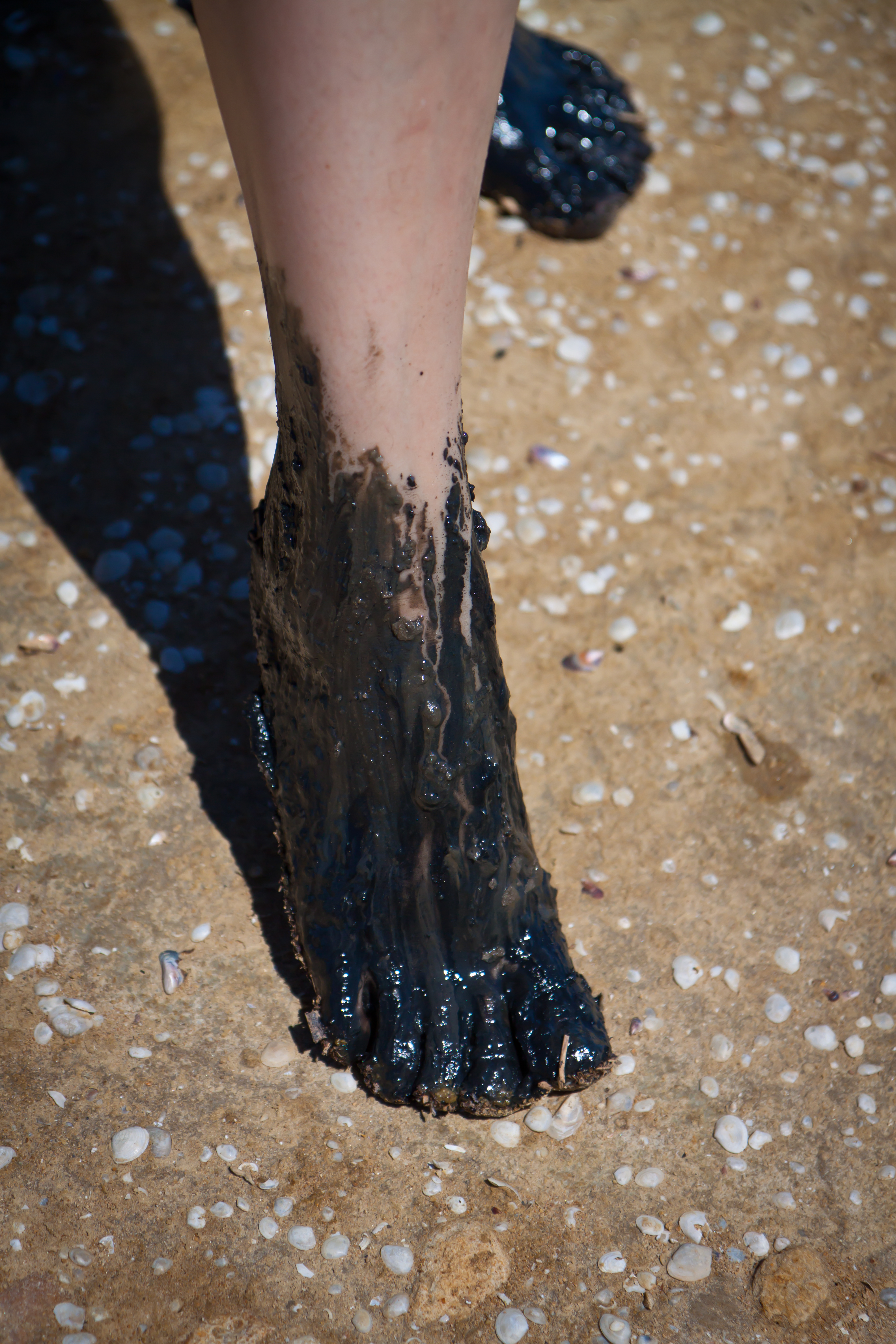
Nămol terapeutic

Peloidele sau nămolurile terapeutice sunt substanțe formate în procesele naturale sub influența fenomenelor geologice și care, în stare fin dizolvată și în amestec cu apa (nămoluri), se folosesc în practica medicală sub formă de băi sau proceduri locale.

## Clasificare

### În funcție de compoziție

#### Sedimente curative
- Biolitice

organice 
turbă
nămoluri organice
de putrefacție = gytya
de semi-putrefacție = sapropel
anorganice
nămolul de izvor
șlicuri
crete și calcar
silicate
- Abiolitice

argile șidrate
loess-uri

#### Pământuri curative (roci de sedimentare)
- Luturi și marne
- Tufuri calcaroase

### În funcție de origine
- Nămoluri sapropelice
- Nămoluri de turbă
- Nămoluri minerale

#### Nămolurilesapropelice
Sunt depozite negre bogate în hidrosulfură de fier coloidală, plastice și unsuroase, ce se găsesc pe fundul unor locații cu dinamică redusă a apelor de profunzime. Apar din acțiunea microorganismelor în lipsa oxigenului asupra solului florei și faunei acvatice. Au conținut în substanțe organice > 10 % raportat la greutatea substanței uscate.
Clasificare:
- Marine
- De limane și lacuri litorale
- De lacuri continentale
- Nămoluri fosile
- De depozit în izvoarele sulfuroase

#### Nămoluriledeturbă
Rezultă din descompunerea micobiologică a resturilor vegetale accumulate pe fundul unor mlaștini. Au conținut în substanțe organice > 10 % raportat la greutatea substanței uscate.

#### Nămolurileminerale
Apar prin sedimentarea sărurilor unor izvoare cu caracter sulfuros, feruginos, carbogazos. Au conținut în substanțe organice < 10 % raportat la greutatea substanței uscate.

## Structura peloidelor (nămoluri terapeutice)

### Faza lichidă
Este soluția de imbibiție.
În funcție de proporția acesteia se împart în: 
- slab hidratați cu ponderea umidității mai mică de 37%.
- mediu hidratați cu ponderea umidității între 37% și 40%.
- puternic hidratați cu ponderea umidității peste 40%.

După ionii care predomină poate avea caracter diferit:
- Sulfatată
- Carbonatată
- Mixtă

### Faza solidă
Cuprinde substanțe minerale sau organice în stare coloidală cu structură:
- cristalină compusă din săruri insolubile în apă (sulfatate sau silicate).
- argiloasă formată din dioxizi de siliciu și cantități mici de oxizi.

Conține substanțe:
- organice: hidrați de carbon, lipide, proteine și aminoacizi, acizi humici și sărurile lor (frenatori enzimatici), ceruri, rășini (componente bituminoase).
- anorganice: Sulfați sau carbonați de calciu, bioxid de siliciu, hidrosulfură de fier.

Are un conținut bogat de vitamine de grup B și C produse de bacterii.

### Faza gazoasă
Este reprezentată de gaze dizolvate precum CO2, H2S, CH4, H2.

## Proprietățile peloidelor
- Greutatea specifică : este maximă la cele puternic mineralizate și minimă la cele de turbă.
- Granulația: se referă la mărimea particulelor solide și la gradul lor de dispersie.
- Plasticitatea: reprezintă apacitatea de a se întinde și mula. Are valori mici pentru nămolurile minerale și cele de turbă și maxime la cele sapropelice. Are la bază proporția de substanțe insolubile și este evidențiată de viscozitate și consistență.
- Hidropexia: este capacitatea de absorbție și reținere a apei, mai mică la peloidele minerale și mai mare la cele organice.
- Termopexia: se referă la capacitatea de a reține căldura.

## Efecte terapeutice
Prin compoziție și prin proprietățile termopexice, nămolulurile – în general induc:
- stimularea mecanoreceptorilor periferici, ceea ce declanșeză mecanisme reflexe cu efecte favorabile (în faza reflexă).
- ulterior urmează vasodilatație tegumentară (faza neuroumorală, cu aport realizat direct prin intermediul factorului termic), ceea ce avantajează absorbția unor elemente prezente în nămol.
- efecte bacteriostatice si bactericide

## Contraindicații pentru terapia cu nămol
Sângerări de orice origine; tuberculoză activă a oricăror organe si țesuturi; umflare; temperatură ridicată; sarcina tuturor termenilor; epuizarea excesiva a corpului si oboseala; afectarea cardiacă, angina, stenoza mitrală, aritmie cardiacă, ateroscleroza marcată etc..